# Передерієве
Передері́єве — село Сніжнянської міської громади Горлівського району Донецької області, Україна. Населення становить 7 осіб.

## Загальні відомості
Відстань до райцентру становить близько 39 км і проходить автошляхом Н21.
Землі села межують із територією с. Лісне Хрустальненської міської громади Луганської області.
Унаслідок російської військової агресії із серпня 2014 р. Передерієве перебуває на території ОРДЛО.

## Населення
За даними перепису 2001 року населення села становило 7 осіб, з них усі 100 % зазначили рідною українську мову.